# 코요테 쉬버스
카이오티 시버스(Coyote Shivers, 1965년 9월 24일 ~ )는 캐나다의 배우이다.
토론토에서 태어났다.

## 출연 작품

### 영화
- 엠파이어 레코드 (1995)
- 코드명 J (1995)
- 더티 러브 (2005)